# Irene Iacopi
Irene Iacopi es una arqueóloga italiana.
En enero de 2007, Iacopi anunció que probablemente había encontrado la legendaria cueva de Lupercal debajo de los restos de la casa de Augusto. La Domus Livia, en la colina del monte Palatino, que los antiguos romanos creían que era la cueva donde los gemelos Rómulo y Remo fueron amamantados por una loba. Andrea Carandini, profesor de arqueología especializado en la Antigua Roma, lo describió como «uno de los descubrimientos más importantes de todos los tiempos».

## Publicaciones seleccionadas
- L'Antiquarium forense (Itinerari dei musei, gallerie e monumenti d'Italia) Istituto Poligrafico dello Stato (1974)
- Gli scavi sul colle Palatino: Testimonianze e documenti Electa (1997) ISBN 978-8843563302
- La decorazione pittorica dell'aula isiaca Electa (1997) ISBN 978-8843563296
- Domus Aurea Electa (1999) ISBN 978-8843571741
- The House of Augustus: Wall Paintings Electa (2008) ISBN 978-8837064389